# Diego d'Alcalá
Diego di Alcalá, noto anche come Diego da San Nicolás (San Nicolás del Puerto, 1400 – Alcalá de Henares, 12 novembre 1463), è stato un religioso spagnolo, proclamato santo da papa Sisto V nel 1588.

## Biografia
Diego nacque nel 1400 in una famiglia povera ma pia, nel piccolo villaggio di San Nicolás del Puerto nel Regno di Siviglia. Fin da bambino abbracciò la vita eremitica e, in seguito, si pose sotto la direzione di un sacerdote eremita, residente non lontano dal suo paese natale. Condusse poi la vita di un eremita errante. Sentendosi chiamato alla vita religiosa, chiese di essere ammesso al ramo Osservante (o Riformato) dell'Ordine dei Frati Minori presso il convento di Albaida e fu inviato al convento di Arruzafa, vicino a Cordova, dove fu accolto come fratello laico. Da frate esercitò vari mestieri manuali per sostenere la confraternita.
Durante gli anni trascorsi in quel luogo, viaggiò nei villaggi delle regioni circostanti Córdoba, Cadice e Siviglia, dove predicava alla gente. In quei paesi esiste ancora una forte devozione nei suoi confronti.
Predicò nelle Canarie e partecipò al giubileo a Roma durante la peste, dove si prodigò per aiutare la gente.
Venne canonizzato nel 1588.

## Culto

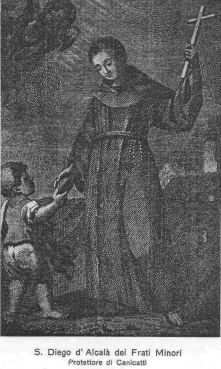
San Diego in un'immagine devozionale

Diego d'Alcalá venne canonizzato da papa Sisto V nel 1588, che pose la sua festa al 13 novembre, poiché il 12, che sarebbe stato l'anniversario della sua morte, era occupato da papa Martino I. I francescani lo festeggiavano comunque il 12 novembre e infine, quando il calendario dei santi venne riorganizzato nel 1969, papa Martino I venne spostato al 13 aprile (suo dies natalis), e la commemorazione di Diego d'Alcalà venne ufficializzata al 12 novembre per tutta la Chiesa. Nella messa tridentina del rito romano e nelle comunità che lo venerano come patrono, invece, la data della sua festività è rimasta al giorno stabilito da Sisto V. 
È venerato particolarmente in Spagna e soprattutto in America latina, dove tra l'altro portano il suo nome fiumi, baie, villaggi, quartieri e città (anche la città di San Diego in California, fondata da coloni spagnoli, deve il suo nome al santo). Inoltre in molte comunità ispaniche si svolgono festività in suo onore, come ad esempio la "Fuga di San Diego" nelle Canarie.
In Italia è protettore di Canicattì, nell'agrigentino.